# La porta sull'estate
La porta sull'estate (The Door into Summer) è un romanzo di fantascienza tecnologica del 1956 dello scrittore statunitense Robert A. Heinlein.
Il romanzo fu ispirato da un commento che fece sua moglie Virginia quando vide il loro gatto riluttante ad uscire di casa: "sta cercando una porta sull'estate."
Heinlein scrisse l'intero romanzo in soli 13 giorni, senza necessità di revisioni se non alcune lievi modifiche.
Fu pubblicato per la prima volta a puntate su The Magazine of Fantasy and Science Fiction dell'ottobre, novembre e dicembre 1956, con copertine e illustrazioni interne di Frank Kelly Freas, l'edizione in volume rilegato è del 1957.
La traduzione italiana di Beata Della Frattina è stata pubblicata per la prima volta nel 1959.
In tre distinti sondaggi tra i lettori di Locus Magazine è stato incluso tra i migliori romanzi di fantascienza di tutti i tempi: nel 1975 al 36º posto (All-Time Best Novel), nel 1987 al 29º posto (All-Time Best SF Novel), nel 1998 al 43º posto (All-Time Best SF Novel before 1990).

## Trama
Primi anni settanta. Daniel Boone Davis, mite ingegnere costruttore di elettrodomestici robot di discreto successo, rappresenta il volto antico del sogno americano. Ambizioso ma non arrivista, ama lavorare in una piccola officina nel deserto del Mojave, che gestisce con il suo socio Miles e la sua fidanzata Belle, sfruttando le innovazioni conseguite con la scorsa guerra nucleare. Come egli afferma, la sua è una visione della vita dinamica, individualista e tollerante ma oramai datata. Per questa sua debolezza viene prevaricato ed estromesso dai suoi soci che mirano molto in alto.
Davis dapprima tenta di affogare la delusione nell'alcool fino a desiderare di sottoporsi ad un lungo periodo di ibernazione. Passata l'ubriacatura abbandona l'idea e decide di ricominciare da capo, non prima di essersi sfogato con i suoi ex soci. Durante una discussione in casa loro, che degenera in alterco, Belle gli inietta a sorpresa una droga ipnotica per carpirgli informazioni ma inutilmente, sicché non resta che sbarazzarsi di lui, sottoponendolo all'ibernazione presso un'altra struttura.
Davis si risveglia nell'anno Duemila, senza un soldo, disorientato ma comunque determinato. Nel futuro scopre delle anomalie che lo tormenteranno per buona parte del libro: l'affare sfumato dei suoi ex soci, le sue invenzioni recanti un altro marchio e delle innovazioni che portano inspiegabilmente la sua firma. Si aggiunge una ragazza alla quale era legato, anch'ella sottoposta ad ibernazione e risvegliatasi per sposarsi. Tutti interrogativi che lo spingeranno a tentare, non senza rischio, un'opportunità inattesa: il viaggio nel tempo.